# Giovanni XI di Alessandria
Papa Giovanni XI (in arabo egiziano يوانس الحداشر; Il Cairo, ... – Egitto, 4 maggio 1452) è stato un vescovo cristiano orientale egiziano, 89º Papa di Alessandria e Patriarca della Sede di San Marco.
Prima della sua intronizzazione come Papa, il suo nome era Farag. Dopo la sua intronizzazione, divenne noto come Giovanni El-Maksi perché proveniva dal distretto di El-Maksa nel Cairo.
Giovanni XI fu intronizzato il 16 pashons 1143 del calendario copto (11 maggio 1427). Fu contemporaneo di Al-Ashraf Sayf-ad-Din Barsbay, Al-Aziz Jamal-ad-Din Yusuf, Az-Zahir Sayf-ad-Din Jaqmaq e Al-Mansur Fakhr-ad-Din Uthman, sultani della dinastia burji dell'Egitto. Durante il suo papato, i copti incontrarono tali difficoltà che i re dell'Etiopia minacciarono i mamelucchi burji di interrompere il flusso del Nilo a causa della loro persecuzione contro i cristiani. A Giovanni XI era proibito comunicare con i re di Etiopia e Nubia senza il permesso e la conoscenza dei sultani.
Nel 1438 nominò un abuna, un metropolita, per l'Abissinia.
Nel 1440 inviò l'abate Andrè a papa Eugenio con una lettera di risposta all'ambasciata ricevuta di invito alla riunificazione con la Chiesa di Roma; André visitò il pontefice a Firenze dopo la partenza dei prelati greci.
Occupò il Trono di San Marco per 24 anni, 11 mesi e 23 giorni. Morì il 9 pashons 1168 (4 maggio 1452). Fu sepolto nelle tombe del monastero di El-Khandak. Il trono papale rimase vacante dopo la sua dipartita per 4 mesi e 6 giorni.